# Smaragdina reyi
Smaragdina reyi é uma espécie de insetos coleópteros polífagos pertencente à família Chrysomelidae.
A autoridade científica da espécie é C. Brisout, tendo sido descrita no ano de 1866.
Trata-se de uma espécie presente no território português.